# Búrské války

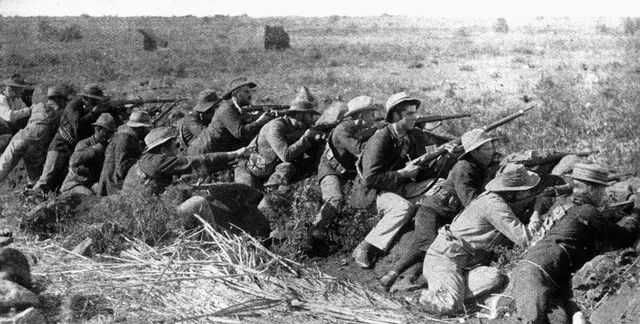
Búrové v zákopu u Mafekingu, 1899 za druhé búrské války

Búrské války, Búry označované jako války za svobodu, (16. prosinec 1880–31. květen 1902) jsou dvě války, které se odehrály mezi jihoafrickými republikami búrských osadníků (Transvaalská republika a Svobodný stát Oranžsko) a Britským impériem, které si je nakonec za cenu těžkých ztrát podrobilo.

## První búrská válka
První búrská válka (1880–1881) propukla poté, co se Britové pokusili prosadit v praxi anexi Transvaalu, kterou sir Theophilus Shepstone vyhlásil v roce 1877 (čtyřleté zdržení bylo zapříčiněno zejména válkou mezi Angličany a Zuly). Britské jednotky byly po řadě větších i menších neúspěchů poraženy v bitvě na hoře Majuba, v níž padl i velitel britských jednotek v Jižní Africe generál George Pomeroy Colley a 23. března 1881 válka skončila, když Británie akceptovala búrskou samosprávu pod (čistě teoretickým) britským dohledem.

## Druhá búrská válka

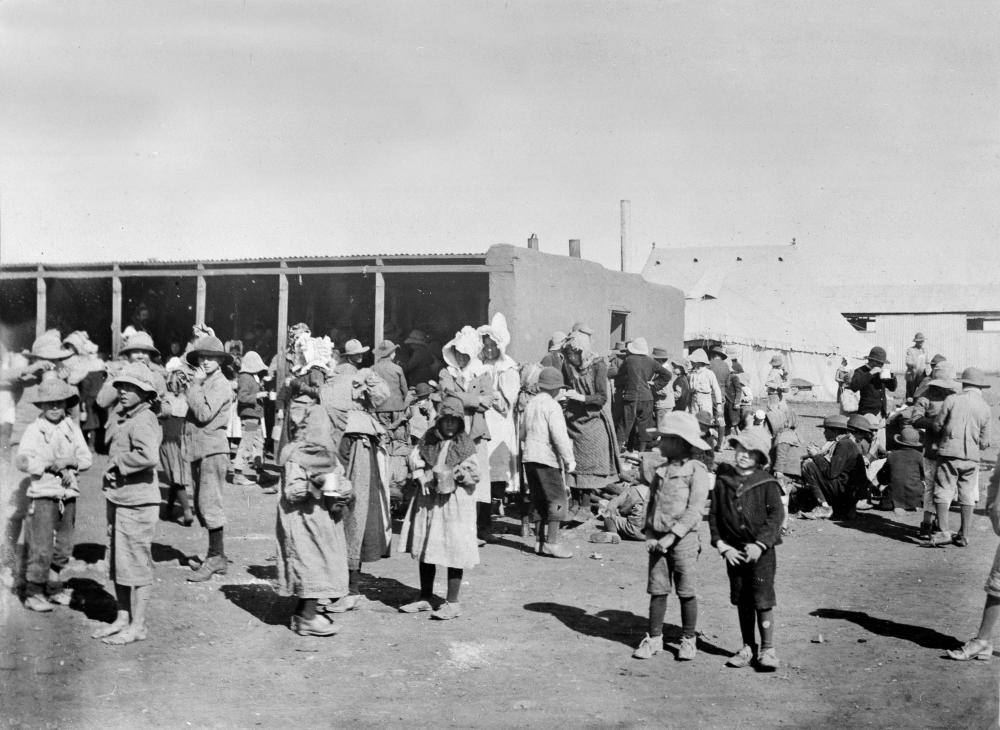
Búrské ženy a děti v britském koncentračním táboře během Búrské války (kolem roku 1900).

Druhá válka propukla v roce 1899 poté, co Búrové definitivně odmítli udělit občanství (a tudíž i patřičná občanská práva) Britům, kteří se do země valili od roku 1887, kdy se v ní našla bohatá ložiska zlata. Boje zahájili Búrové poté, co Velká Británie odmítla stáhnout nové vojenské jednotky ohrožující hranice búrských republik. Klasická válka (1899–1900), v níž Britové zpočátku utrpěli několik ostudných porážek, aby se nakonec prosadili díky obrovské materiální a početní převaze, byla nahrazena gerilovou válkou (1900–1902). Tu nakonec Británie vyhrála jen za cenu nasazení téměř 500 000 mužů (celá populace Búrů zahrnovala pouze 85 000 dospělých mužů), obrovských ztrát a použití extrémně brutálních metod (v dnešní době by je mezinárodní právo vyhodnotilo jako válečné zločiny a zločiny proti lidskosti), které značně zdiskreditovaly myšlenku, že Britové přinášejí koloniím civilizaci. Asi nejdiskutovanější byla taktika spálené země a vytváření koncentračních táborů pro téměř všechny búrské obyvatele búrských republik (včetně žen a dětí), což někteří moderní autoři označují vzhledem k podmínkám v nich panujících za jednání s charakterem genocidy. Byly zde však i další „nešťastné okolnosti“ jako mučení a zabíjení zajatců či vyzbrojení 10 000 domorodců kmene Bantu moderními zbraněmi. Nutno ovšem říci, že řada Búrů se těmto metodám přizpůsobila.
Druhá búrská válka skončila kapitulací Búrů v roce 1902, která znamenala zánik búrských republik. Bylo jim přitom přislíbeno, že se jim v budoucnu dostane rozsáhlé samosprávy. Slib byl částečně naplněn v roce 1910 vytvořením Jihoafrické unie.

## Zprávy v českém tisku
Český tisk nazýval konflikt Válka jihoafrická, sledoval ho a podával rozsáhlé informace. Zajímavé je, že jako komentátor-odborník byl přizván i cestovatel dr. Emil Holub.